# Omar ben Laden
Pour les articles homonymes, voir Famille ben Laden.
Omar ben Laden, né le 1er mars 1981 à Yedi (Arabie saoudite), est le quatrième fils d'Oussama ben Laden. Saoudien, il est artiste peintre.

## Biographie
Né en Arabie saoudite, il accompagne son père en exil au Soudan de 1991 à 1996 puis le suit en Afghanistan. Il est alors entraîné dans les camps d'Al-Qaïda à partir de l'âge de 14 ans pendant six ans. En 2000, il fuit l'Afghanistan et s'éloigne de son père.
Jusqu'en 2006, il dirige une société de revente de métal à Djeddah. En septembre 2006, il épouse Jane Felix-Browne, également connue sous le nom de Zaina Mohamed Al-Sabah. Le couple s'installe à Djeddah avant de repartir pour le Royaume-Uni.
En 2008, sa demande de renouvellement de visa pour le Royaume-Uni est rejetée et il se trouve obligé de fuir de pays en pays avant de s'installer au Qatar. Il obtient un passeport qatarien en 2013. 
En 2016, il s'installe avec sa femme à Domfront en Poiraie (Normandie),. Il profite du confinement pour reprendre la peinture et vend ses œuvres à la brocante du Teilleul, dans la Manche,. Il voit la peinture comme une thérapie et une manière de se faire un nom au-delà de celui de son père. Il signe ses toiles de ses initiales : OBL.
Le 6 juillet 2023, il est mis en examen pour apologie du terrorisme après qu'un compte Twitter à son nom ait rendu hommage à son père à l'occasion du 12e anniversaire de sa mort. Omar ben Laden nie être l'auteur du tweet, affirmant qu'il a été rédigé par « une personne de confiance qui vit au Yémen et à qui il aurait donné ses codes d'accès ». De plus, cette prise de position va à l'encontre de ses positions habituelles, hostiles aux attentats du 11 septembre 2001 et à l'idéologie de son père ; il avait cependant dénoncé son « exécution arbitraire » par les forces spéciales américaines en 2011, regrettant que celui-ci n'ait pas été jugé. Le 27 octobre 2023, les services de la préfecture de l'Orne l'informent du retrait de son titre de séjour et de la délivrance d'une obligation de quitter le territoire français (OQTF) à son encontre. Il quitte la France pour le Qatar peu de temps après,. Le 4 octobre 2024, le tribunal administratif de Caen valide l'OQTF, contre laquelle il avait déposé un recours. Le 8 octobre 2024, le nouveau ministre français de l'Intérieur, Bruno Retailleau, prononce une interdiction administrative du territoire (IAT) à son encontre, qu'il entend à son tour contester. 

## Œuvres
- Jean Sasson, Najwa Ben Laden et Omar Ben Laden, Oussama Ben Laden, portrait de famille : Sa femme et son fils racontent, éditions Denoël, 16 avril 2010, 432 p. (ISBN 978-2207101131)[19]